# Reichsredner
Reichsredner waren speciaal opgeleide partijfunctionarissen van de NSDAP die vooral gedurende de beginjaren van deze partij een belangrijke rol speelden. Voor de functie waren retorische functies belangrijk: de "rijksredenaars" hielden namelijk toespraken en dienden als woordvoerders voor de partij en het naziregime.

## Organisatie en rangen
Aanvankelijk waren er naast de verschillende Reichsredner ook lagere Gauredner, Bezirksredner en Rednerschüler. De Rednerschüler mochten alleen op algemene ledenbijeenkomsten spreken vanwege hun geringe ervaring. In 1937 waren er al 5 verschillende niveaus, die behoorlijk verschilden van het oude model. Het "Organisationsbuch der NSDAP" noemde de
1. Reichsredner,
2. Stoßtruppredner en Stoßtruppredner-Anwärter,
3. Gauredner,
4. Kreisredner en
5. Fachredner.

## Opleiding
Reeds in 1924 was er in München een opleidingscentrum voor nationaalsocialistische sprekers gevestigd, doch dit werd door Adolf Hitler afgewezen en in de herfst van 1925 werd de faciliteit gesloten. Het gebrek aan geschikte sprekers - er waren landelijk slechts 300 sprekers beschikbaar voor ongeveer 20.000 bijeenkomsten in het verkiezingsjaar 1928 - zorgde ervoor dat de partijleiding weer meer aandacht ging besteden aan de Reichsredner. In een oproep in de Völkischer Beobachter in 1928 schreef Hitler: “De massa van ons volk zal worden gewonnen door de kracht van meningsuiting. Hoe meer de nationaalsocialistische beweging de retorisch belangrijkste geesten van de Duitse natie in haar gelederen verenigt, des te noodzakelijker is de uniforme opleiding van al deze leiders en onderleiders, van wie sommigen voorheen tot geen enkel politiek kamp behoorden.”
In 1928 begon Fritz Reinhardt, destijds Gauleiter van Gouw Opper-Beieren, de jonge sprekers te ‘oriënteren’. Als oprichter van een school voor bedrijfseconomie beschikte Reinhardt over de nodige ervaring en vaardigheden. Op 10 juni 1929 werd Reinhardts trainingscentrum in Herrsching, op voorstel van Heinrich Himmler, officieel erkend door Hitler en kreeg het de naam "Reichsrednerschule der NSDAP". Op 15 november 1930 werd dit trainingscentrum opgenomen in het Kantoor Actieve Propaganda van de Reichspropagandaleitung.
De cursussen duurden negen maanden en werden ondersteund met cursusmateriaal. Voor de eerste cursus nomineerde elke Gau twee deelnemers. Naast de cursussen publiceerde Fritz Reinhardt boeken en handleidingen. Deze waren gericht op het verbeteren van de retorische vaardigheden van de partijsprekers en bevatten oefeningen en rollenspellen. De handleidingen voor de sprekers, die tweewekelijks verschenen, gingen ook in op fundamentele vragen en actuele politieke kwesties. Volgens Reinhardt waren er ongeveer 6.000 partijsprekers opgeleid tegen de tijd dat de nationaalsocialisten in 1933 de macht grepen.

## Inzet en taken
Het gebruik van sprekers werd vóór 1933 gecontroleerd door de Gaupropagandaleiter, en later door een afdeling van het “Kantoor Actieve Propaganda” binnen de Reichspropagandaleitung der NSDAP.
Vóór 1933 waren sprekers vaak gedwongen hun reiskosten uit eigen zak te betalen. Tarieven die uit entreegelden en geldinzamelingen werden betaald en gespreid werden, moesten worden geannuleerd als er een slechte opkomst was bij een evenement.
Het “Organisatieboek van de NSDAP” beschrijft de functie en toelatingsvoorwaarden van de opgeleide sprekers als volgt: “De politieke spreker heeft de taak om het nationaalsocialistische wereldbeeld en de maatregelen van de nationaalsocialistische regering via het gesproken woord tijdens openbare bijeenkomsten en bijeenkomsten aan het Duitse volk over te brengen."